# Condado de Henry (Misuri)
El condado de Henry (en inglés: Henry County), fundado en 1835, es uno de 114 condados del estado estadounidense de Misuri. En el año 2008, el condado tenía una población de 21,997 habitantes y una densidad poblacional de 12 personas por km². La sede del condado es Clinton. El condado recibe su nombre en honor al patriota Patrick Henry de Virginia.

## Geografía
Según la Oficina del Censo, el condado tiene un área total de 1897 km² (732,4 mi²), de la cual 1819 km² (702,3 mi²) es tierra y 78 km² (30,1 mi²) (4.10%) es agua.

### Condados adyacentes
- Condado de Johnson (norte)
- Condado de Pettis (noreste)
- Condado de Benton (este)
- Condado de St. Clair (sur)
- Condado de Bates (oeste)
- condado de Cass (noroeste)

## Demografía
Según la Oficina del Censo en 2000, los ingresos medios por hogar en el condado eran de $30,949, y los ingresos medios por familia eran $36,328. Los hombres tenían unos ingresos medios de $27,932 frente a los $19,201 para las mujeres. La renta per cápita para el condado era de $16,468. Alrededor del 14.30% de la población estaban por debajo del umbral de pobreza.

## Transporte

### Carreteras principales
- Ruta de Misuri 7
- Ruta de Misuri 13
- Ruta de Misuri 18
- Ruta de Misuri 52

## Localidades
| - Blairstown - Brownington - Calhoun | - Clinton - Deepwater - Hartwell | - La Due - Montrose - Tightwad | - Urich - Windsor |